# 2018年のサッカー
2018年のサッカーでは、2018年のサッカー関連の出来事をまとめる。

## 出来事

### 1月
- 1日 - 【JFA】第97回天皇杯全日本サッカー選手権大会決勝が埼玉スタジアムで行われ、J1セレッソ大阪がJ1横浜F・マリノスに延長戦の末、2 - 1で勝利し前身のヤンマーディーゼルサッカー部時代の1974年度以来43大会ぶり4度目の優勝｡[1]。
- 7日 - 【JFA・高体連】第26回全日本高等学校女子サッカー選手権大会決勝が神戸ユニバー記念競技場で行われ、藤枝順心高校が岡山作陽高校に2 - 0で勝利し、2大会ぶり3回目の優勝[2]。
- 8日 - 【JFA・高体連・民放43社】第96回全国高等学校サッカー選手権大会決勝が埼玉スタジアムで行われ、前橋育英高校が流通経済大学柏高校に1 - 0で勝利し、初優勝[3]。
- 16日 - 【JFA・JUWFA】第26回全日本大学女子サッカー選手権大会決勝が味の素フィールド西が丘で行われ、早稲田大学（関東第2）が神奈川大学（関東第5）に1 - 0で勝利し、3年連続6回目の優勝[4]。

### 2月
- 10日 - 【JFA・Jリーグ】FUJI XEROX SUPER CUP2018が埼玉スタジアム2002で行われ、セレッソ大阪が川崎フロンターレに3 - 2で勝利して、初優勝[5]

### 3月
- 12日（現地時間） - 【ギリシャ・スーパーリーグ】ギリシャ・スーパーリーグのPAOKテッサロニキとAEKアテネFCの試合で、PAOKのイバン・サビディス（英語版）会長が拳銃を持ってピッチに乱入したため、試合は中断し、リーグ戦全試合の無期限延期が決定[6]。
- 14日（現地時間） - 【UEFA】 FCバルセロナのリオネル・メッシがUEFAチャンピオンズリーグのチェルシーFC戦で史上2人目となる通算100ゴールを達成[7]。
- 21日 - 【Jリーグ】明治安田生命J3リーグ第3節のSC相模原 - アスルクラロ沼津戦（相模原ギオンスタジアム）は積雪のため中止、順延となったことを発表[8]。代替日程は7月28日に相模原ギオンスタジアムで開催することが決定[9]。

### 4月
- 2日 - 【Jリーグ】 J1・浦和レッズは堀孝史監督との契約の解除と、暫定監督として大槻毅育成ダイレクターが就任することを発表[10][11]。
- 7日（現地時間） - 【ブンデスリーガ】ドイツ・ブンデスリーガ第29節で1位バイエルン・ミュンヘンはアウクスブルクに4 - 1で勝利し、6シーズン連続28回目の優勝[12]。
- 8日 - 【JFA】FIFAワールドカップフランス大会、同南アフリカ大会でサッカー日本代表監督として指揮を執った岡田武史現FC今治会長が、JFA 公認S級コーチ登録を抹消しライセンスを返上したことが判明[13]。
- 9日 - 【JFA】日本サッカー協会、JFAハウスで緊急記者会見を開き、田嶋幸三会長が、サッカー日本代表ヴァイッド・ハリルホジッチ監督を4月7日付で解任し、後任に西野朗技術委員長が就任することを発表[14]。
- 13日（現地時間） - 【AFC】ヨルダンで開催の2018 AFC女子アジアカップのグループBで日本はオーストラリアと1 - 1と引き分け。同時刻で行われた韓国 - ベトナムは韓国が4 - 0で勝利して、日本、オーストラリア、韓国の3チームが勝ち点5で並んだが、直接対決による得失点差、総得点で日本がグループステージ2位で今大会5位以内が確定し、2019年にフランスで開催されるFIFA女子ワールドカップに8大会連続8回目の出場が決定[15]。
- 15日
  - （現地時間）【リーグ・アン】 リーグ・アン第33節で1位パリ・サンジェルマンが2位モナコに7 - 0で勝利し、2シーズンぶり7回目のリーグ優勝が決定[16]。
  - （現地時間）【プレミアリーグ】プレミアリーグ第34節で2位マンチェスター・ユナイテッドはウェスト・ブロムウィッチに0 - 1で敗れ、前日に1位マンチェスター・シティがトッテナムに3 - 1で勝利したため、マンチェスター・シティの4シーズンぶり5回目のリーグ優勝が決定[17]。
  - （現地時間）【エールディヴィジ】エールディヴィジ第31節で1位PSVは2位アヤックスに3 - 0で勝利し、2シーズンぶり24回目の優勝が決定[18]。
- 19日 - 【Jリーグ】J1・浦和レッズは新監督にオズワルド・オリヴェイラ元鹿島アントラーズ監督が就任することを発表[19]。
- 20日（現地時間） - 【AFC】2018 AFC女子アジアカップ決勝が ヨルダン・アンマンのアンマン国際スタジアムで行われ、日本はオーストラリアに1 - 0で勝利し、2大会連続2回目の優勝[20]。
- 25日 (現地時間)  - 【CONCACAF】CONCACAFチャンピオンズリーグ2018決勝第2戦でCDグアダラハラ（メキシコ）がトロントFC（アメリカ）に2 - 1で勝利。第1戦の1 - 2との2戦合計で3 - 3の同点となり、PK戦の末グアダラハラが4 - 2で勝利し56年ぶり2回目の優勝[21]。
- 29日
  - （現地時間）【リーガ・エスパニョーラ】リーガ・エスパニョーラ第35節で1位バルセロナがデポルティーボ・ラ・コルーニャに4 - 2で勝利し、2シーズンぶり25回目の優勝が決定[22]。
  - （現地時間）【スコティッシュ・プレミアシップ】スコティッシュ・プレミアシップセカンドステージ第2節でセルティックがレンジャースに5 - 0で勝利し、7年連続49回目の優勝が決定[23]。
- 30日 - 【Jリーグ】J2・ヴァンフォーレ甲府は吉田達磨監督との契約を解除し、後任の監督に上野展裕元レノファ山口FC監督が就任することをそれぞれ発表[24][25]。

### 5月
- 2日 - 【Jリーグ】明治安田生命J1リーグ第12節横浜F・マリノス - ジュビロ磐田戦で磐田のDFギレルメが2枚目のイエローカードで退場後に横浜FMのMF喜田拓也に暴行を働き、更に横浜FMのスタッフにも暴行未遂の出来事が発生。Jリーグは10日にリーグ戦6試合の出場停止を発表（5日の第13節柏レイソル戦は1試合2枚の警告による退場処分により、出場停止）[26][27]。その後ジュビロ磐田は15日付でギレルメとの契約解除を発表[28]。
- 4日（現地時間）  - 【AFC】 AFCアジアカップ2019の組み合わせ抽選会が行われ、 日本はグループFに入り、 ウズベキスタン、 オマーン、 トルクメニスタンと同組になることが決定[29]。
- 5日（現地時間） - 【プリメイラ・リーガ】プリメイラ・リーガ第33節で2位SLベンフィカと3位スポルティングは0 - 0の引き分けとなり、この結果1位ポルトの5シーズンぶり28回目の優勝が決定[30]。
- 9日 - 【Jリーグ】J3・カターレ富山は浮氣哲郎監督との契約を解除し、後任の監督に安達亮元ヴィッセル神戸監督が就任することをそれぞれ発表[31][32]。
- 11日 - 【Jリーグ】J2・京都サンガF.C.は布部陽功監督の退任とボスコ・ジュロヴスキーコーチの監督昇格をそれぞれ発表[33][34]。
- 13日
  - 【Jリーグ】J1・柏レイソルは下平隆宏監督の退任と加藤望ヘッドコーチの監督昇格をそれぞれ発表[35]。
  - (現地時間)【セリエA】セリエA第37節で1位ユヴェントスはローマと0 - 0の引き分けとなり、7シーズン連続34回目の優勝が決定[36]。
- 15日 - 【Jリーグ】J2・愛媛FCは間瀬秀一監督との契約を解除し、後任の監督に川井健太愛媛FC U-18監督が就任することをそれぞれ発表[37][38]。
- 16日（現地時間） - 【UEFA】UEFAヨーロッパリーグ 2017-18 決勝が フランス・デシーヌ＝シャルピューのパルク・オリンピック・リヨンで行われ、アトレティコ・マドリードがマルセイユに3 - 0で勝利し、6シーズンぶり3回目の優勝[39]。
- 18日 - 【Jリーグ】明治安田生命J2リーグ第15節ファジアーノ岡山 - 東京ヴェルディ戦（シティライトスタジアム）は後半途中に雷雨で中断となり、そのまま中止[40]。25日に代替試合を6月27日にシティライトスタジアム行われることが決定（62分、0－1で東京ヴェルティがリードしているところより試合を再開）[41]。
- 24日
  - 【Jリーグ/リーガ・エスパニョーラ】J1・ヴィッセル神戸は、2017-18年シーズン限りでFCバルセロナを退団したスペイン代表MFのアンドレス・イニエスタが完全移籍で加入することを正式に発表[42]。
  - 【JFA】日本代表のバヒド・ハリルホジッチ前監督が日本サッカー協会と田嶋幸三会長を相手に「監督解任されて名誉を傷つけられた」として慰謝料1円と、全国紙への謝罪広告掲載などを求めて東京地方裁判所に提訴[43]。
- 26日（現地時間） - 【UEFA】UEFAチャンピオンズリーグ 2017-18 決勝が ウクライナ・キエフのNSCオリンピスキで行われ、レアル・マドリードがリヴァプールに3 - 1で勝利し、大会史上初の3連覇（旧チャンピオンズカップを含めると1973-74年大会・1974-75年大会・1975-76年大会のバイエルン・ミュンヘン以来42年ぶり）を達成。13回目の優勝が決定[44]。
- 31日 - 【FIFA・JFA】6月14日に開幕する2018 FIFAワールドカップの日本代表23名が発表[45]。

### 6月
- 4日 - 【Jリーグ】J3・ガイナーレ鳥取は森岡隆三監督の解任と後任の監督に湘南ベルマーレ、ヴァンフォーレ甲府やヴィッセル神戸で選手だった須藤大輔の就任をそれぞれ発表[46]。
- 11日 - 【JFA】 日本サッカー協会は、6月6日に開催された天皇杯 JFA 第98回全日本サッカー選手権大会2回戦の名古屋グランパス 対 奈良クラブ戦（パロマ瑞穂スタジアム）に於けるPK戦の際に、当日の試合担当審判による「大会勝者決定に影響する、明らかな競技規則の適用ミス」があったとして、奈良クラブの5-4によるPK戦勝利とした当該試合の結果を取り消し、日時を改めて指定してPK戦をやり直すことを決定[47]。28日に同じパロマ瑞穂スタジアムで改めてPK戦が行われ、7 - 6で名古屋グランパスが勝利し、3回戦進出[48]。
- 12日 - 【Jリーグ】J3・AC長野パルセイロは浅野哲也監督の退任と阪倉裕二ヘッドコーチの監督昇格をそれぞれ発表[49][50]。
- 13日（現地時間） - 【FIFA】 ロシア・モスクワで行われたFIFAの総会で2026 FIFAワールドカップ開催地の決選投票を行い、 アメリカ合衆国・ メキシコ・ カナダの3ヶ国での共催に決定。3ヶ国共催は史上初。アメリカは1994年大会以来2度目、メキシコは1986年大会以来3度目、カナダは初開催[51]。
- 14日（現地時間） - 【FIFA】2018 FIFAワールドカップの開会式と開幕戦がロシア・モスクワのルジニキ・スタジアムで開催[52]。
- 17日 - 【Jリーグ】J3・ギラヴァンツ北九州は森下仁之監督の解任を発表[53]。
- 20日 - 【Jリーグ】J3・ギラヴァンツ北九州は新監督に元日本代表の柱谷哲二前ヴァンラーレ八戸監督の就任を発表[54]。
- 21日 - 【Jリーグ】6月23日に予定していた明治安田生命J3リーグ第15節ガンバ大阪U-23vsザスパクサツ群馬戦（万博記念競技場）を6月18日に発生した大阪府北部地震の影響で中止、順延することを発表[55]。28日に代替試合を8月18日にパナソニックスタジアム吹田で行われることが決定[56]。
- 27日（現地時間） - 【FIFA】2018 FIFAワールドカップ・グループF第3節で前回大会優勝の ドイツが 韓国に0-2で敗れ、同国（西ドイツ時代も含む）史上初のグループリーグ（1次リーグ）敗退が決定[57]。
- 28日（現地時間） - 【FIFA】2018 FIFAワールドカップ・グループH第3節で 日本は ポーランドに0 - 1で敗れ、同時刻に行われた セネガルは コロンビアに0 - 1で敗れ、勝ち点（4）・得失点差（0）・総得点（4）が共に同じで直接対決も2 - 2で引き分けだったが、今大会から導入されたフェアプレーポイント（FPP）で日本が4でセネガルが6だったため、日本が2位、セネガルが3位で日本が決勝トーナメント進出決定。ワールドカップでFPPが適用となった初のケース[58]。
- 30日 - 【JFL】JFL1stステージ第15節で1位Honda FCはラインメール青森FCに2 - 1で勝利して1stステージ1位でJFLチャンピオンシップの出場権を獲得[59]。

### 7月
- 5日
  - 【JFA】日本サッカー協会の田嶋幸三会長はロシアから帰国後の記者会見で日本代表の西野朗監督が7月末の任期満了をもって日本代表監督を退任することを表明[60]。
  - 【JFL】JFLは2019年度以降のシーズン大会方式について1ステージ制ホーム&アウェー方式の総当たりリーグ戦への変更を発表。2013年以来6年ぶりに1シーズン制が復活。現行の2ステージ制および前後期1位によるチャンピオンシップは2018年シーズンをもって廃止[61]。
  - （現地時間）【OCA・AFC】2018アジア競技大会の組み合わせ抽選会が行われ、男子の 日本はグループDに入り、 ベトナム、 パキスタン、 ネパールと同組になることが決定。女子の 日本はグループCに入り、 ベトナム、 タイと同組になることが決定[62]。
- 7日 - 【Jリーグ】 平成30年7月豪雨の影響で明治安田生命J2リーグ第22節 京都サンガF.C. - アビスパ福岡戦(西京極陸上競技場)、明治安田生命J3リーグ第17節 ガイナーレ鳥取 - ザスパクサツ群馬戦（とりぎんバードスタジアム）とギラヴァンツ北九州 - 鹿児島ユナイテッドFC戦（ミクニワールドスタジアム北九州）の3試合が中止、順延（京都9月26日、鳥取7月28日、北九州8月18日）[63]。
- 9日 - 【JFA】7月11日に予定していた天皇杯 JFA 第98回全日本サッカー選手権大会3回戦・サンフレッチェ広島 - 名古屋グランパス戦（エディオンスタジアム広島）は平成30年7月豪雨の影響で延期することを発表[64]。代替開催日は8月22日[65]。
- 10日
  - 【Jリーグ/リーガ・エスパニョーラ】J1・サガン鳥栖は、2017-18年シーズン限りでアトレティコ・マドリードを退団した元スペイン代表FWのフェルナンド・トーレスが完全移籍で加入することを正式に発表[66]。
  - （現地時間）【セリエA/リーガ・エスパニョーラ】 レアル・マドリードはポルトガル代表FWのクリスティアーノ・ロナウドがユベントスへ移籍することで合意したことを発表。移籍金は1億ユーロ（約135億円）、年俸3000万ユーロ（約39億円）の4年契約[67]。
- 11日 - 【Jリーグ】J3・ブラウブリッツ秋田は杉山弘一監督との契約を7月10日付で解除し、後任の監督に2015 - 2016年まで監督していた間瀬秀一前愛媛FC監督の就任をそれぞれ発表[68][69]。
- 15日（現地時間） - 【FIFA】2018 FIFAワールドカップ決勝がロシア・モスクワのルジニキ・スタジアムで行われ、 フランスが クロアチアを4 - 2で勝利し、自国開催だった1998年大会以来5大会ぶり2回目の優勝[70]。
- 21日 - 【なでしこリーグ】 2018プレナスなでしこリーグカップ決勝が味の素フィールド西が丘で行われ、日テレ・ベレーザがINAC神戸レオネッサに1-0で勝利して、2年ぶり7回目の優勝[71]。
- 23日
  - 【Jリーグ】 J1・ガンバ大阪はレヴィー・クルピ監督の解任と後任の監督に宮本恒靖ガンバ大阪U-23監督の就任とJ3・ガンバ大阪U-23の新監督に實好礼忠ガンバ大阪ユース監督の就任をそれぞれ発表[72][73]。
  - （現地時間）【レガ・カルチョ】イタリア連邦裁判所、2017-18シーズンのセリエBリーグ戦最終節で、パルマ・カルチョ1913がスペツィア・カルチョを2-0で下したことでパルマが2位となり、3シーズンぶりにセリエAへ復帰することが決定した試合前に、パルマFWエマヌエーレ・カライオ（イタリア語版）が対戦相手のスペツィアの2選手に「激しいコンタクトプレーは避けてくれ」とテキストメッセージを送ったことが八百長行為であるとイタリアサッカー連盟が提訴していた件について、八百長を認定、カライオ本人には2年間の出場停止と罰金2万ユーロ、クラブにはセリエA2018-19シーズン開幕時に勝点5を減点する処分を下す。パルマはこの判決を不服とし、即座に再審請求を行った[74]。
- 24日 - 【Jリーグ】J3・藤枝MYFCは大石篤人監督の退任を発表[75]。
- 25日（現地時間） - 【UEFA】欧州サッカー連盟は、オリンピック・マルセイユに対し、UEFAヨーロッパリーグ 2017-18の4試合（準々決勝のRBライプツィヒ戦、準決勝のレッドブル・ザルツブルク戦2試合、決勝のアトレティコ・マドリード戦）におけるサポーターの問題行動について、マルセイユに10万ユーロの罰金と、ホームで行われるUEFAヨーロッパリーグ 2018-19の次のホームゲームを無観客で行なうことに加え、その次のホームゲームでも一部のスタンド（両ゴール裏）閉鎖、さらに決勝の舞台となったオリンピック・リヨンの本拠地パルク・オリンピック・リヨンに損害を与えたとし、損害賠償手続のため、1か月以内にリヨンに連絡することを命じ、加えて今後2年間で同様の行為が発覚すれば、UEFA主催大会において1年間の参加禁止処分とするという決定を下す。またリヴァプールFCに対しても、UEFAチャンピオンズリーグ 2017-18準決勝ASローマ戦第1レグでサポーターによる問題行動があったとし8000ユーロの罰金を科した[76]。
- 26日 - 【JFA】日本サッカー協会は次期日本代表監督に森保一東京オリンピック男子代表監督兼日本代表コーチの就任を発表。オリンピック代表監督も続投することも合わせて発表[77]。
- 27日 - 【Jリーグ】J3・藤枝MYFCは新監督にJクラブ7チームで監督をした石崎信弘前テゲバジャーロ宮崎監督の就任を発表[78]。
- 28日 - 【Jリーグ】台風12号の影響で、この日開催予定だった明治安田生命J1リーグ第18節8試合のうち、名古屋vs札幌（パロマ瑞穂スタジアム）、横浜FMvs清水（日産スタジアム）、湘南vs川崎（Shonan BMWスタジアム平塚）の3試合と、3月21日に予定されていたが雪のため中止となりこの日に振替開催予定となっていたJ3リーグ第3節相模原vs沼津（相模原ギオンスタジアム）、以上計4試合の中止、順延を発表。代替日は横浜 - 清水戦は8月29日に実施予定。他については未定[79]。
- 29日 - 【Jリーグ】台風12号の影響でこの日開催予定だった明治安田生命J2リーグ第26節のうち岡山vs徳島（シティライトスタジアム）、山口vs町田（維新みらいふスタジアム）、讃岐vs山形（Pikaraスタジアム）、福岡vs横浜FC（レベルファイブスタジアム）の4試合が中止、順延を発表。代替日は未定[79]。

### 8月
- 3日 - 【Jリーグ】清水エスパルスは、2011年からクラブの経理業務を一人で担当していた30代の男性経理担当社員が、チケット代金の売り上げの一部やスポンサーからの協賛金の一部を着服、また経費の架空請求も行い、2012年からの6年間で件数にして約500件、約6700万円を不正に着服し高級車や高級腕時計、ブランド衣料の購入などにあてていたことを明らかにし、同社員は7月31日付で懲戒解雇、左伴社長は減俸30%3か月の処分とすることを発表、併せて当該元社員が反省し全額弁済を申し出ていることから刑事告訴は見送る方針であることも公表した[80]。
- 8日 - 【Jリーグ】J2・アルビレックス新潟は鈴木政一監督との契約を8月7日付で解除したことを発表[81]。
- 12日（現地時間） - 【カンボジア】日本代表MFの本田圭佑は、メルボルン・ビクトリーFCの選手兼任でカンボジア代表の監督兼ゼネラルマネージャーに就任したことを発表[82]。
- 22日 - 【Jリーグ】J2・アルビレックス新潟は新監督に片渕浩一郎ヘッドコーチの昇格を発表[83]。
- 24日（現地時間） - 【FIFA】2018 FIFA U-20女子ワールドカップ決勝が フランス・ヴァンヌのスタッド・デ・ラ・ラビンで行われ、 日本が スペインに3 - 1で勝利し、初優勝。これにより日本は史上初となる女子ワールドカップ、U-17女子ワールドカップに続いてFIFA主催の女子世界大会3つ全てのタイトルを獲得[84]。
- 31日（現地時間） - 【OCA・AFC】アジア競技大会女子サッカーが インドネシアで行われ、日本が中国に1 - 0で勝利し、2大会ぶり2回目の優勝[85]。

### 9月
- 1日（現地時間） - 【OCA・AFC】アジア競技大会男子サッカーが インドネシアで行われ、韓国が日本に延長の末、2 - 1で勝利し、2大会連続5回目の優勝[86]。
- 6日 - 【JFA】日本サッカー協会は7日に札幌ドームで行われる予定だったキリンチャレンジカップ・日本 - チリ戦は6日未明に発生した北海道胆振東部地震の影響で中止することを発表[87]。
- 17日 - 【Jリーグ】 J1・ヴィッセル神戸は吉田孝行監督の解任と、後任の監督にサッカーチリ代表アシスタントコーチやレアル・ソシエダの監督をしたスペイン人のフアン・マヌエル・リージョの就任をそれぞれを発表[88][89]。
- 24日 (現地時間)  - 【FIFA】ザ・ベスト・FIFAフットボールアウォーズがイギリスのロンドンで行われ、年間最優秀選手賞にレアル・マドリードのルカ・モドリッチが初受賞[90]。
- 29日 - 【Ｊリーグ】台風24号の影響で、この翌日開催予定だった明治安田生命Ｊ1リーグ第28節磐田vs湘南（ヤマハスタジアム）、C大阪vs名古屋（ヤンマースタジアム長居）、明治安田生命J2リーグ第35節徳島vs甲府（鳴門・大塚スポーツパーク ポカリスエットスタジアム）、讃岐vs町田（Pikaraスタジアム）の計4試合は中止、順延を発表、代替日は徳島vs甲府は10月16日に開催予定、その他の代替日は未定。明治安田生命J3リーグ第25節沼津vs琉球（愛鷹）はキックオフ時刻を変更した。[91]
- 30日 - （現地時間）【AFC】マレーシアで開催していたAFC U-16選手権2018準々決勝で日本はオマーンに2 - 1で勝利し、2019年にペルーで開催の2019 FIFA U-17ワールドカップに2大会連続9回目の出場が決定[92]。

### 10月
- 7日
  - 【なでしこリーグ】 プレナスなでしこリーグ2部第15節で1位伊賀FCくノ一がスフィーダ世田谷FCに1 - 0で勝利し、2部優勝と1年での1部復帰が決定[93]。
  - （現地時間）【AFC】 AFC U-16選手権2018決勝が マレーシアで行われ、日本がタジキスタンに1 - 0で勝利し、6大会ぶり3回目の優勝[94]。
- 18日 - 【Jリーグ】 J1・サガン鳥栖はマッシモ・フィッカデンティ監督との契約を解除し、後任の監督に金明輝サガン鳥栖U-18監督の就任を発表[95]。
- 27日
  - 【Jリーグ】2018JリーグYBCルヴァンカップ決勝が埼玉スタジアム2002で行われ、湘南ベルマーレが横浜F・マリノスに1 - 0で勝利し、初優勝[96]。
  - 【なでしこリーグ】 プレナスなでしこリーグ1部第17節で1位日テレ・ベレーザがAC長野パルセイロレディースに2 - 1で勝利し、4年連続16回目の優勝[97]。
- 28日
  - 【JFL】 JFL2ndステージ第12節で2位MIOびわこ滋賀はヴァンラーレ八戸に0 - 1で敗れ、前日に東京武蔵野シティFCに2 - 1で勝利したHonda FCの2ndステージ1位と3年連続8回目の優勝が決定[98]。
  - 【Jリーグ】 明治安田生命J2リーグ第39節で22位ロアッソ熊本はファジアーノ岡山に0 - 0の引分けとなり、J3自動降格となる21位以下が確定[99]。
  - 【なでしこリーグ】プレナスなでしこリーグ1部第17節で10位セレッソ大阪堺レディースはINAC神戸レオネッサに4 - 0で敗れて、2部自動降格となる10位が確定[100]。
  - （現地時間）【AFC】インドネシアで開催していたAFC U-19選手権2018準々決勝で日本はインドネシアに2 - 0で勝利し、2019年にポーランドで開催の2019 FIFA U-20ワールドカップに2大会連続10回目の出場が決定[101]。

### 11月
- 1日 - 【JFA】 日本サッカー協会はU-17サッカー日本女子代表監督を務めていた楠瀬直木が、個人的な不適切行為を理由として10月31日付で辞任したことを発表[102]。後任監督は池田太（U-20日本女子代表監督）が当面代行し、8日の協会理事会を経て正式に就任する[102]。
- 3日
  - 【AFC】AFCチャンピオンズリーグ2018 決勝・第1戦がカシマスタジアムで行われ、鹿島アントラーズはペルセポリスFCと2 - 0で勝利[103]。
  - 【Jリーグ】 明治安田生命J3リーグ第30節で1位FC琉球はザスパクサツ群馬に4 - 2で勝利し、J3リーグ初優勝とJ2初昇格が決定[104]。
  - 【なでしこリーグ】 なでしこリーグ1部第18節で9位マイナビベガルタ仙台レディースはジェフユナイテッド千葉レディースに4 - 3で勝利し8位。8位日体大FIELDS横浜はINAC神戸レオネッサに0 - 3で敗れたため9位となり、日体大が入れ替え戦に回ることが確定[105]。
- 4日 - 【Jリーグ】 明治安田生命J2リーグ第40節で22位カマタマーレ讃岐は栃木SCに1 - 2で敗れて、J3自動降格となる21位以下が確定[106]。
- 10日
  - 【Jリーグ】
    - J1・柏レイソルは加藤望監督の解任と岩瀬健コーチ兼アカデミーヘッドコーチの就任を発表[107]。
    - 明治安田生命J1リーグ第32節で1位川崎フロンターレはセレッソ大阪に1 - 2で負けたものの、2位サンフレッチェ広島はベガルタ仙台に0 - 1で負けたため、川崎フロンターレの2年連続2回目の優勝が決定[108]。また18位V・ファーレン長崎は横浜F・マリノスに0 - 1で敗れたため、J2自動降格の17位以下が確定[109]。

  - （現地時間）【AFC】AFCチャンピオンズリーグ2018決勝・第2戦がイランで行われ、鹿島アントラーズはペルセポリスFCと0 - 0の引き分けで2戦合計で2 - 0で勝利し、初優勝[110]。
- 11日 - 【JFL】JFL2ndステージ第14節で3位ヴァンラーレ八戸はヴィアティン三重に3 - 1で勝利して、J3リーグ加盟条件となるJFL年間順位4位以内が確定[111]。
- 17日 - 【Jリーグ】明治安田生命J2リーグ第42節で1位松本山雅FCは徳島ヴォルティスに0 - 0の引分け。2位大分トリニータはモンテディオ山形に1 - 1の引分けとなり。松本山雅FCの初のJ2リーグ優勝と4年ぶりのJ1昇格が。2位の大分トリニータが6年ぶりのJ1昇格がそれぞれ決定。また3位横浜FC、5位大宮アルディージャ、6位東京ヴェルディがJ1参入プレーオフ進出が決定（4位FC町田ゼルビアはJ2ライセンスしか持ってないためJ1昇格の資格を有さない）[112]。これに伴い、J1リーグ17位以下が決まったV・ファーレン長崎の1年でのJ2降格が決定[113]。また京都サンガF.C.に0 - 2で負けた22位カマタマーレ讃岐の初のJ3降格が決定[114]。
- 18日 - 【JFL】JFL2ndステージ第15節を以てJFLの全日程が終了し、J3ライセンス交付クラブの中でJリーグ入会条件であるJFL年間4位以内をクリアできたのはヴァンラーレ八戸の1チームのみのため、JFL年間15位の流経大ドラゴンズ龍ケ崎のJFL残留と16位のコバルトーレ女川の1年での東北リーグ1部降格が確定[115]。
- 20日
  - 【Jリーグ】
    - この日行われたJリーグ理事会で、ヴァンラーレ八戸のJ3入会が承認[116]。
    - またこの日のJリーグ理事会で、2012年から2018年の約7年間において、横浜F・マリノスの元社員が、収入印紙の管理担当者に対し、業務上必要であると騙したうえで、収入印紙を購入させ、受領することで、クラブの資金約3,300万円を私的に流用していた件で横浜F・マリノスに対して、1．けん責（始末書をとり、将来を戒める）、2.制裁金300万円の制裁を決定[117]。
- 23日 - 【JFA・地域】全国地域サッカーチャンピオンズリーグ2018決勝ラウンド第2日で1位鈴鹿アンリミテッドFCがFC刈谷に2 - 1で勝利しての2019年のJFL昇格条件となる2位以内が確定[118]。
- 24日
  - 【Jリーグ】明治安田生命J1リーグ第33節で17位柏レイソルはセレッソ大阪に3 - 0で勝利し勝ち点を36にしたものの、対象チームだった名古屋グランパス、サガン鳥栖、湘南ベルマーレもそれぞれ勝利し勝ち点をそれぞれ40となったため、柏レイソルの9年ぶり3度目のJ2降格が決定[119]。
  - (現地時間)【CONMEBOL】 コパ・リベルタドーレス2018決勝・リバープレート - ボカ・ジュニアーズの第2戦はアルゼンチン・ブエノスアイレスのリバープレートのホームスタジアムエル・モヌメンタルで行われる予定だったが、リバープレートのサポーターがボカ・ジュニアーズの選手バスを襲ったため中止、延期を発表[120]。
- 25日
  - 【Jリーグ】
    - J1参入プレーオフ1回戦でJ2・6位の東京ヴェルディがJ2・5位の大宮アルディージャに1 - 0で勝利し、2回戦に進出[121]。
    - 明治安田生命J3リーグ第33節で2位鹿児島ユナイテッドFCが4位アスルクラロ沼津に1 - 0で勝利し、J3・2位以内を確定させ、初のJ2昇格が決定。これに伴いJ2・21位のロアッソ熊本の初のJ3降格が決定[122][123]。

  - 【JFA・地域】全国地域サッカーチャンピオンズリーグ2018決勝ラウンド第3日で2位松江シティFCが鈴鹿アンリミテッドFCに2 - 0で勝利して初優勝を果たし、2019年のJFL昇格条件となる2位以内が確定（鈴鹿は2位となり既にJFL昇格内定）[124]。
- 29日 - (現地時間)【CONMEBOL】リバープレートサポーターによるボカ・ジュニアーズの選手バス襲撃で延期となったコパ・リベルタドーレス2018決勝の第2戦は スペイン・マドリードのサンティアゴ・ベルナベウで行われることを発表[125]。

### 12月
- 1日
  - 【Jリーグ】
    - 明治安田生命J1リーグ第34節が行われ、J1残留争いしていた横浜Fマリノス、ジュビロ磐田、湘南ベルマーレ、サガン鳥栖、名古屋グランパスの5チームが勝ち点で41で並んだが、得失点差でジュビロ磐田が16位となり、J1参入プレーオフに回ることが決定[126]。また2位サンフレッチェ広島と3位鹿島アントラーズがAFCチャンピオンズリーグ2019出場が決定[127][128]。
    - J1・ヴィッセル神戸は、元スペイン代表FWで2010年W杯得点王のダビド・ビジャが2019年シーズンから加入することを正式に発表[129]。
- 2日 - 【Jリーグ】J1参入プレーオフ2回戦でJ2・6位の東京ヴェルディが3位の横浜FCに1 - 0で勝利し、決勝進出[130]。
- 3日  - （現地時間）【フランス・フットボール】 2018年のバロンドールにレアル・マドリードのルカ・モドリッチが初受賞。リオネル・メッシとクリスティアーノ・ロナウド以外の選手が受賞したのは2007年以来11年ぶり[131]。
- 6日 - 【JFL】 この日行われたJFL理事会で、全国地域サッカーチャンピオンズリーグ2018優勝の松江シティFCと準優勝の鈴鹿アンリミテッドFCのJFL加盟が正式に決定[132]。
- 8日
  - 【Jリーグ】J1参入プレーオフ決勝がヤマハスタジアムで行われ、J1・16位のジュビロ磐田がJ2・6位の東京ヴェルディに2 - 0で勝利し、J1残留が決定[133]。
  - （現地時間）【FIFA】2019 FIFA女子ワールドカップの組み合わせ抽選会がパリで行われ、 日本はグループDで イングランド、 スコットランド、 アルゼンチンと同組に決定[134]。
- 9日
  - 【JFA】天皇杯 JFA 第98回全日本サッカー選手権大会決勝が埼玉スタジアム2002で行われ、浦和レッズがベガルタ仙台に1 - 0で勝利し、12大会ぶり7回目の優勝[135]。
  - (現地時間)【CONMEBOL】 リバープレートサポーターによる暴動で延期となっていたコパ・リベルタドーレス2018決勝第2戦が スペイン・マドリードのサンティアゴ・ベルナベウで行われ、1 - 1の同点で2試合合計でも3 - 3の引き分けとなり延長戦の結果、リバープレートがボカ・ジュニアーズに3 - 1。2戦合計で5 - 3で勝利し、3年ぶり4回目の優勝[136]。
- 18日  - 【Jリーグ】 2018 Jリーグアウォーズが横浜アリーナで行われ、最優秀選手賞（MVP）に川崎フロンターレの家長昭博が受賞[137]。
- 22日
  - 【JFA・JUFA】 第67回全日本大学サッカー選手権大会決勝が行われ、法政大学が駒澤大学に1 - 0で勝利し、42年ぶり3回目の優勝[138]。
  - （現地時間）【FIFA】FIFAクラブワールドカップ2018決勝が アラブ首長国連邦・アブダビのシェイク・ザイード・スタジアムで行われ、レアル・マドリードがアル・アインFCに4 - 1で勝利し、史上初の3連覇（旧トヨタカップも含む）となる4回目の優勝[139]。

## 国内リーグ優勝クラブ

### ヨーロッパ
- ドイツ
  - 〈リーグ〉ドイツ・ブンデスリーガ2017-2018 - バイエルン・ミュンヘン（6シーズン連続28回目）
- イングランド
  - 〈リーグ〉プレミアリーグ2017-2018 - マンチェスター・シティ（4シーズンぶり5回目）
- フランス
  - 〈リーグ〉リーグ・アン2017-2018 - パリ・サンジェルマン（2シーズンぶり7回目）
- スペイン
  - 〈リーグ〉リーガ・エスパニョーラ2017-2018 - バルセロナ（2シーズンぶり25回目）
- イタリア
  - 〈リーグ〉セリエA2017-2018 - ユヴェントス（7シーズン連続34回目）
- オランダ
  - 〈リーグ〉エールディヴィジ2017-2018 - PSV（2シーズンぶり24回目）
- スコットランド
  - 〈リーグ〉スコティッシュ・プレミアシップ2017-2018 - セルティック（7シーズン連続49回目）
- ポルトガル
  - 〈リーグ〉プリメイラ・リーガ2017-2018 - ポルト（5シーズンぶり28回目）
- スイス
  - 〈リーグ〉スイス・スーパーリーグ2017-2018 - ヤングボーイズ（32シーズンぶり12回目）[140]
- ギリシャ
  - 〈リーグ〉ギリシャ・スーパーリーグ2017-2018 - AEKアテネ（24シーズンぶり12回目）[141]
- トルコ
  - 〈リーグ〉スュペル・リグ2017-2018 - ガラタサライ（3シーズンぶり21回目）[142]

## クラブチームによる国際大会
CONCACAFチャンピオンズリーグ2018
- 4月25日（決勝）
  -  CDグアダラハラ（56年ぶり2回目）

UEFAヨーロッパリーグ 2017-18
- 5月16日（決勝）
  -  アトレティコ・マドリード（6年ぶり3回目）

OFCチャンピオンズリーグ2018
- 5月20日（決勝）
  -  チーム・ウェリントンFC（初優勝）

UEFAチャンピオンズリーグ 2017-18
- 5月26日（決勝）
  -  レアル・マドリード（3年連続13回目）

スルガ銀行チャンピオンシップ2018
- 8月8日・ヤンマースタジアム長居
  -  セレッソ大阪 0 - 1  CAインデペンディエンテ
    - CAインデペンディエンテは初優勝。

2018 UEFAスーパーカップ
- 8月15日
  -  アトレティコ・マドリード（6年ぶり3回目）

CAFチャンピオンズリーグ2018
- 11月9日（決勝）
  -  エスペランス・スポルティーブ・ドゥ・チュニス（7年ぶり3回目）

AFCチャンピオンズリーグ2018
- 11月10日（決勝）
  -  鹿島アントラーズ（初優勝）

コパ・リベルタドーレス2018
- 12月9日（決勝）
  -  リーベル・プレート （3年ぶり4回目）

FIFAクラブワールドカップ2018
- 12月22日（決勝）
  -  レアル・マドリード（3年連続4回目）

## ナショナルチームによる国際大会
2018 FIFAワールドカップ
- 6月14日 - 7月15日（ ロシア）
  -  フランス（5大会ぶり2回目）

### 年代別代表
- AFC U-23選手権2018
  - 1月9日 - 1月27日（ 中国）
    -  ウズベキスタン（初優勝）[143]
- トゥーロン国際大会2018
  - 5月28日 - 6月9日（ フランス）
    -  イングランド（3年連続7回目）[144]
- アジア競技大会
  - 8月10日 - 9月1日（ インドネシア）
    -  韓国（2大会連続5回目）
- AFC U-16選手権2018
  - 9月20日 - 10月7日（ マレーシア)
    -  日本（6大会ぶり3回目）
- AFC U-19選手権2018
  - 10月18日 - 11月4日（ インドネシア)
    -  サウジアラビア（13大会ぶり3回目）

### 女子
- アルガルヴェ・カップ2018
  - 2月28日 - 3月7日（ ポルトガル)
    -  オランダ（初優勝）、 スウェーデン（9年ぶり4回目）

※決勝が悪天候により中止となったため、両チーム同時優勝となった
- 2018 AFC女子アジアカップ
  - 4月6日 - 20日（ ヨルダン)
    -  日本（2大会連続2回目）
- 2018 FIFA U-20女子ワールドカップ
  - 8月5日 - 24日（ フランス）
    -  日本（初優勝）
- アジア競技大会
  - 8月16日 - 31日（ インドネシア） 
    -  日本（2大会ぶり2回目）
- 2018 FIFA U-17女子ワールドカップ
  - 11月13日 - 12月1日（ ウルグアイ）
    -  スペイン（初優勝）

### フットサル
2018 AFCフットサル選手権
- 2月1日 - 2月11日（台湾・台北、新北）
  -  イラン（2大会連続12回目）[146]

## 日本

### クラブチームによる国内大会

#### 男子中心
- 第97回天皇杯全日本サッカー選手権大会
  - 決勝 1月1日・埼玉スタジアム[147]。
    - セレッソ大阪 2 - 1(aet) 横浜F・マリノス
      - セレッソ大阪は前身のヤンマーディーゼル時代以来43大会ぶり4回目の優勝。

- FUJI XEROX SUPER CUP2018[5]
  - 2月10日・埼玉スタジアム2002
    - セレッソ大阪 3 - 2  川崎フロンターレ
      - セレッソ大阪は初優勝。

- 第54回全国社会人サッカー選手権大会
  - 決勝 10月24日・茨城県立カシマサッカースタジアム
    - 松江シティFC 3 - 2 FC刈谷
      - 松江シティFCは初優勝。

- 2018JリーグYBCルヴァンカップ
  - 決勝10月27日・埼玉スタジアム2002
    - 湘南ベルマーレ 1 - 0 横浜F・マリノス
      - 湘南ベルマーレは初優勝[96]。

- 第20回日本フットボールリーグ
  - 1stステージ 3月11日 - 7月1日
    - 優勝 Honda FC 勝点38

  - 2ndステージ 7月7日 - 11月18日
    - 優勝 Honda FC 勝点41

  - 年間優勝 Honda FC（3年連続8回目）

- Jリーグ
  - 明治安田生命J1リーグ
    - 2月23日 - 12月1日
      - 優勝 川崎フロンターレ 勝点69（2年連続2回目）

  - 明治安田生命J2リーグ
    - 2月24日 - 11月17日
      - 優勝 松本山雅FC 勝点77 (初優勝)　

  - 明治安田生命J3リーグ
    - 3月9日 - 12月2日
      - 優勝 FC琉球 勝点66（初優勝）

- 全国地域サッカーチャンピオンズリーグ2018
  - 11月9日 - 11月25日
    - 優勝 松江シティFC（初優勝）

- 天皇杯 JFA 第98回全日本サッカー選手権大会
  - 決勝 12月9日・埼玉スタジアム
    - 浦和レッズ 1 - 0 ベガルタ仙台
      - 浦和レッズは12大会ぶり7回目の優勝

#### 女子
- プレナスなでしこリーグカップ1部2018
  - 決勝 7月21日・味の素フィールド西が丘
    -  日テレ・ベレーザ 1 - 0 INAC神戸レオネッサ[71]
      - 日テレ・ベレーザは2年ぶり7回目の優勝。
- プレナスなでしこリーグカップ2部2018
  - 決勝 7月21日・味の素フィールド西が丘
    -  伊賀フットボールクラブくノ一 4　- 1 スフィーダ世田谷FC[71]
      - 伊賀フットボールクラブくノ一は初優勝。
- プレナスなでしこリーグ1部
  - 3月21日 - 11月3日
    - 優勝 日テレ・ベレーザ 勝ち点:45
      - 日テレ・ベレーザは4年連続16回目の優勝。
- プレナスなでしこリーグ2部
  - 3月21日 - 10月28日
    - 優勝 伊賀FCくノ一 勝ち点:44
      - 伊賀FCくノ一は初優勝。
- プレナスチャレンジリーグ
  - 4月15日 - 9月15日
    - 優勝 大和シルフィード
      - 大和シルフィードは初優勝。

#### 学生・ユースクラブ
- 第26回全日本高等学校女子サッカー選手権大会
  - 決勝 1月7日・神戸ユニバー記念競技場
    - 　藤枝順心高校（東海第2/静岡） 2 - 0 岡山作陽高校（中国第1/岡山）
      - 藤枝順心高校は2大会ぶり3回目の優勝。

- 第96回全国高等学校サッカー選手権大会
  - 決勝 1月8日・埼玉スタジアム2002
    - 前橋育英高校（群馬） 1  - 0 流通経済大学柏高校（千葉）
      - 前橋育英高校は初優勝。

- 第26回全日本大学女子サッカー選手権大会
  - 決勝 1月14日・味の素フィールド西が丘[4]
    - 早稲田大学（関東2/東京）1  - 0 神奈川大学（関東5/神奈川）
      - 早稲田大学は3年連続6回目の優勝。

- 第42回日本クラブユースサッカー選手権 (U-18)大会
  - 決勝 8月1日・味の素フィールド西が丘
    - 清水エスパルスユース（東海/静岡） 2 - 0 大宮アルディージャユース（関東/埼玉）[148]。
      - 清水エスパルスユースは16年ぶり2回目の優勝。

平成30年度全国高等学校総合体育大会
- 男子決勝 8月13日・三重交通G スポーツの杜 鈴鹿　メイングランド
  -  山梨学院（山梨） 2 - 1（延長） 桐光学園（神奈川第2）[149]
    - 山梨学院は初優勝。
- 女子決勝 8月5日・藤枝総合運動公園サッカー場
  -  常盤木学園（東北第1・宮城） 3 - 0 日ノ本学園（近畿第1・兵庫）　[150]
    - 常盤木学園は初優勝。

- 第42回総理大臣杯全日本大学サッカートーナメント[151]
  - 決勝 9月9日・キンチョウスタジアム
    - 明治大学 2 - 0 大阪体育大学
      - 明治大学は2年ぶり2回目の優勝。

- 第26回Jリーグユース選手権大会
  - 決勝 11月19日・ミクニワールドスタジアム北九州
    - 横浜F・マリノスユース 2 - 1 清水エスパルスユース[152]
      - 横浜F・マリノスユースは8年ぶり2回目の優勝。

- 高円宮杯U-18サッカーリーグ2018チャンピオンシップ
  - 決勝 12月15日・埼玉スタジアム2002
    - サンフレッチェ広島ユース（プレミアリーグWEST） 2  -  1 鹿島アントラーズユース（プレミアリーグEAST）[153]
      - サンフレッチェ広島ユースは6年ぶり3回目の優勝。

- 第67回全日本大学サッカー選手権大会
  - 決勝 12月22日・浦和駒場スタジアム
    - 法政大学（関東3/東京）1 - 0 駒澤大学（関東4/東京）
      - 法政大学は42年ぶり3回目の優勝。

- 高円宮杯 JFA 第30回全日本 U-15 サッカー選手権大会[154]
  - 決勝 12月28日・味の素フィールド西が丘
    - FC東京U-15深川 2 - 0 ツエーゲン金沢U-15
      - FC東京U-15深川は4年ぶり3回目の優勝。

#### フットサル
- DUARIG Fリーグ2017-2018[155]
  - 2017年6月10日 - 2018年1月21日
    - 優勝 名古屋オーシャンズ
      - 名古屋オーシャンズは2シーズンぶり10回目の優勝。

- 第23回全日本フットサル選手権大会[156]
  - 3月11日・駒沢オリンピック公園総合運動場体育館
    - 名古屋オーシャンズ 2 - 1 シュライカー大阪
      - 名古屋オーシャンズは3年ぶり5回目の優勝。

## 死去
カッコ内は生年
- 1月2日 -  アリ・カディム、元イラク代表（* 1949年）[157]
- 1月8日 -  フアン・カルロス・ガルシア、元ホンジュラス代表（* 1988年）[158]
- 1月21日 -  保坂司、元日本代表（* 1937年）[159]
- 1月30日 - アゼリオ・ビチーニ、元イタリア代表監督（* 1933年）[160]
- 2月9日 -  リアム・ミラー、元アイルランド代表（* 1981年）[161]
- 2月25日 -  ウィリアム・ピニェイロ・ロドリゲス、元京都サンガF.C.（* 1989年）[162]
- 2月27日 -  キニ、元スペイン代表（* 1949年）[163]
- 3月4日 -  ダヴィデ・アストーリ、イタリア代表（* 1987年）[164]
- 3月29日 -  エミリアーノ・モンドニコ（* 1947年）[165]
- 4月4日 -  レイ・ウィルキンス、元イングランド代表（* 1956年）[166]
- 4月26日 -  石井義信、元日本代表監督（* 1939年）[167]
- 4月28日 -  三浦哲郎、元名古屋グランパス監督（* 1956年）[168]
- 5月15日 -  ジェイロイド・サミュエル、元トリニダード・トバゴ代表（* 1981年）[169]
- 9月16日 -  ケヴィン・ビーティー、元イングランド代表（* 1953年）[170]
- 10月27日 -  ヴィチャイ・スリヴァッダナプラバ、レスター・シティFC会長（* 1958年）[171]
- 11月15日 -  藤川孝幸、元ヴェルディ川崎選手・北海道十勝スカイアース代表（* 1962年）[172]
- 11月23日 -  久米一正、清水エスパルス取締役副社長兼GM（* 1955年）[173]
- 11月28日 -  ニカノール、元フジタ、ベルマーレ平塚、柏レイソル、ヴェルディ川崎監督（* 1947年）[174]
- 12月24日 -  ヨゼフ・アダメツ、元チェコスロバキア代表選手・スロバキア代表監督（* 1942年）[175]